# Berevoești
Berevoești, o anche Berevoiești, è un comune della Romania di 3 491 abitanti, ubicato nel distretto di Argeș, nella regione storica della Muntenia.
Il comune è formato dall'unione di 4 villaggi: Berevoești, Bratia, Gămăcești, Oțelu.
Il primo documento storico che cita Berevoești è una sentenza relativa ad una disputa tra due contadini, emessa dal voivoda Radu IV cel Mare il 25 giugno 1506.